# Daigo Kobayashi
Daigo Kobayashi (jap. 小林 大悟, Kobayashi Daigo; * 19. Februar 1983 in Fuji) ist ein japanischer Fußballspieler.

## Karriere

### Verein
Kobayashi begann 1998 in der Mannschaft der Shimizu Commercial High School mit professionellem Fußball. Nach guten Leistungen auf Jugendebene wurde er 2001 vom damaligen J-League-Verein Tokyo Verdy unter Vertrag genommen.
In seiner ersten Spielzeit hatte er unter Trainer Yasutarō Matsuki noch einen schweren Stand und kam nur sporadisch zum Einsatz. Erst nach dessen Rücktritt avancierte er ab 2002 unter Lori Sandri zum Stammspieler. Es folgten vier Jahre, in denen er zwar mannschaftsdienlich, jedoch auch unauffällig im zentralen Mittelfeld zum Einsatz kam. 2004 feierte er mit dem Gewinn des Kaiserpokals seinen vorerst größten Erfolg, der 2005 mit dem japanischen Super-Cup-Titel prolongiert wurde. Obwohl er 2005 mit auffällig starken Leistungen auf sich aufmerksam machen konnte, verlief die Saison für Tokyo Verdy enttäuschend. Trotz seines Leistungsanstiegs und der Verpflichtung von Top-Stürmer Washington stieg der Verein am Saisonende als Vorletzter aus der Liga ab.
In Folge wechselte er ligaintern zum Mittelständer Ōmiya Ardija, wo er endgültig zum Star aufstieg. In Omiya wurde er vom zentralen ins offensive Mittelfeld vorgezogen, wo er besser zur Geltung kam. Er avancierte auf Anhieb zur prägenden Persönlichkeit im Spiel von Omiya und erzielte bereits in seiner ersten Spielzeit neun Saisontore. Im selben Jahr wurde er das erste Mal zum japanischen All-Star Spieler und für die japanische Nationalmannschaft nominiert. In den Folgejahren spielte er auf konstant hohem Niveau, ohne jedoch mit Omiya einen Titel gewinnen zu können. 2007 folgte eine weitere Einberufung ins All-Star Team der Liga. 2008 zeichnete sich ab, dass der Verein den Spieler nicht mehr länger würde halten können. Kobayashi selbst drängte auf einen Wechsel, da er mit dem Verein nicht die Chance sah, ins Spitzenfeld der Liga aufzuschließen. Omiya, welches seinen Star nur ungerne ziehen ließ, legte sich daraufhin gegen einen ligainternen Transfer quer und stellte die Forderung ihn nur ins Ausland wechseln zu lassen.
2009 wechselte er daraufhin überraschend auf Leihbasis für ein Jahr zu Stabæk Fotball nach Norwegen. Der Transfer stellte sich in Folge für beide Seiten als Glücksfall heraus. Der Verein hatte zuvor mit den Abgängen von Veigar Páll Gunnarsson und Alanzinho den Verlust zweier wichtiger Stützen zu verkraften, die laut einhelliger Meinung nicht zu kompensieren waren. Doch Kobayashi fand sich schnell in der neuen Liga zurecht und knüpfte an seine starken Leistungen aus den Vorjahren an. Zusammen mit den Schweden Daniel Nannskog und Pontus Farnerud bildete er eine überaus torgefährliche Achse, die Stabæk lange im Titelkampf hielt. Im Verlauf der Spielzeit wurde Kobayashi zum Publikumsliebling, der mit acht Saisontoren seine offensiven Qualitäten unter Beweis stellte. Noch vor Ablauf der Leihzeit versuchte Stabæk daraufhin, den Spieler fest zu verpflichten, was jedoch an der Tatsache scheiterte, dass Kobayashi durch seine Leistungen Vereine aus größeren Ligen auf sich aufmerksam gemacht hatte und dadurch sein Preis stieg. Konträr zu anderen Vereinen fand sich Stabæk daraufhin mit dem kommenden Verlust des Spielers ab und verabschiedete ihn nach nur einem Jahr mit einem großen Interview auf der Vereinshomepage. Analog zum Verein bedauerte auch Kobayashi seinen Abgang darin und bedankte sich für die schöne Zeit. Mit 8 Toren in 29 Saisoneinsätzen wurde er hinter Nannskog Zweiter der internen Torschützenliste und hatte die meisten Saisoneinsätze verbucht. Als Ersatz für Kobayashi holte Stabæk daraufhin den Isländer Pall Gunnarsson zurück, der zuvor bei AS Nancy gescheitert war.
Nach Ende der Spielzeit absolvierte er im Dezember 2009 ein Probetraining beim deutschen Bundesligisten 1. FC Köln.
Am 27. Januar 2010 wechselte er ablösefrei zum griechischen Erstligisten Iraklis Thessaloniki. Nach 15 Spielen wechselte er am Ende der Saison 2010/2011 zurück nach Japan zu Shimizu S-Pulse.
Anfang 2013 absolvierte Kobayashi ein Probetraining bei den Vancouver Whitecaps. Dort konnte er überzeugen und wechselte er zu dem Major-League-Soccer-Franchise. Allerdings verzichteten die Kanadier auf eine Verlängerung des Vertrages am Ende der Saison 2013. Daraufhin wurde er an New England Revolution abgegeben.
Seit der Saison 2018 spielt Kobayashi für die Las Vegas Lights in der United Soccer League.

### Nationalmannschaft
2002 debütierte Kobayashi für die japanische U-19-Nationalmannschaft, mit der sich durch den zweiten Platz bei der U-19-Asienmeisterschaft in Katar für die Junioren-Weltmeisterschaft 2003 qualifizierte.
2003 nahm er daraufhin mit der U-20 Auswahlmannschaft am WM-Turnier teil, wo man erst im Viertelfinale am späteren Sieger Brasilien scheiterte. Kobayashi kam in vier Spielen zum Einsatz.
In der japanischen Fußballnationalmannschaft kam er bis dato (stand: Dezember 2009) lediglich am 9. August 2006 in einem Freundschaftsspiel gegen Trinidad und Tobago zum Einsatz. Er wurde in der 56. Spielminute für Kōji Yamase eingewechselt. Seither wurde er nicht mehr einberufen.

## Erfolge

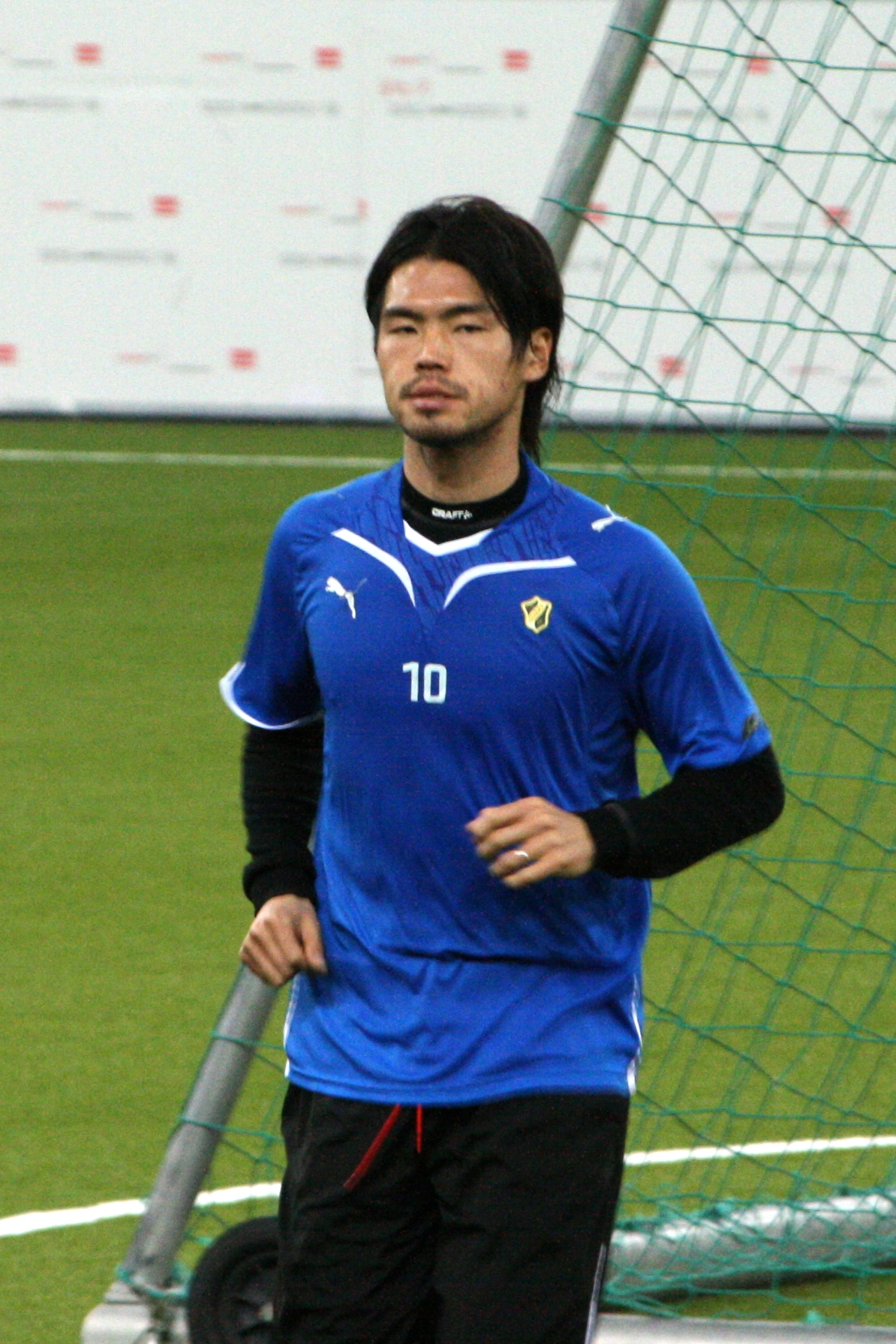
Kobayashi als Stabæk-Spieler

### Verein
- 1× Kaiserpokal: 2004
- 1× Japanischer Super Cup: 2005
- 2× Japanischer All-Star Spieler: 2004, 2005

### Nationalmannschaft
- 1× U-19-Asienmeisterschaft: 2ter Platz